# U Frate e a Suora

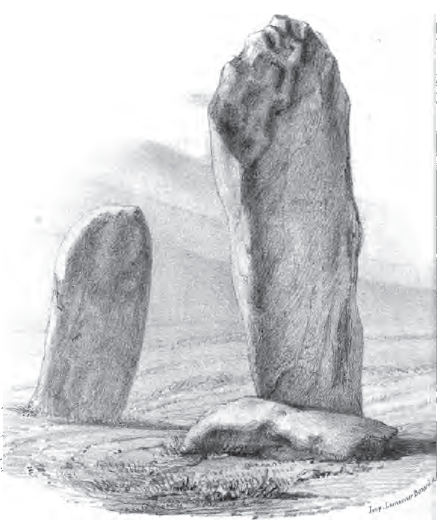
Mönch und Nonne

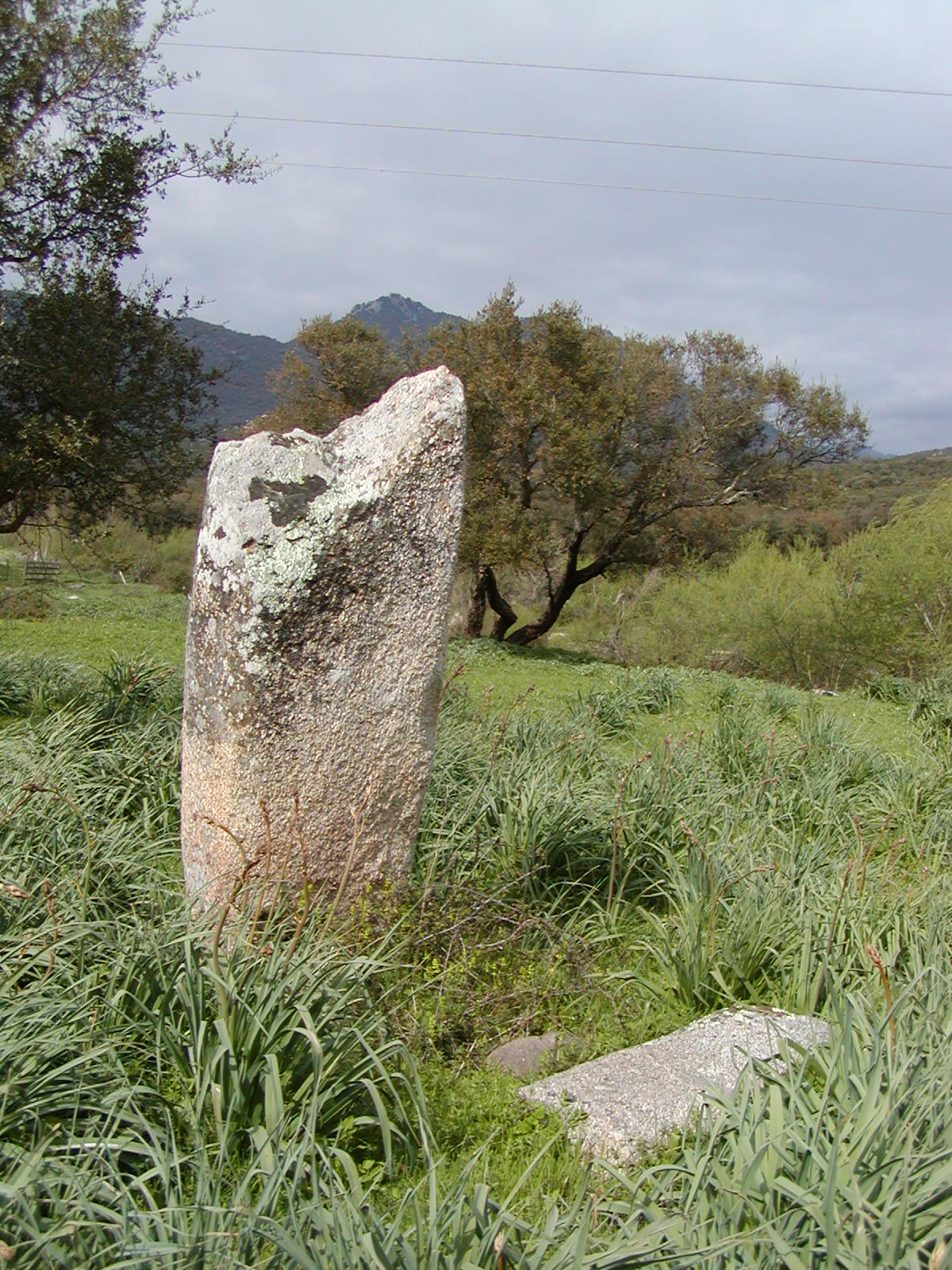
Die Nonne

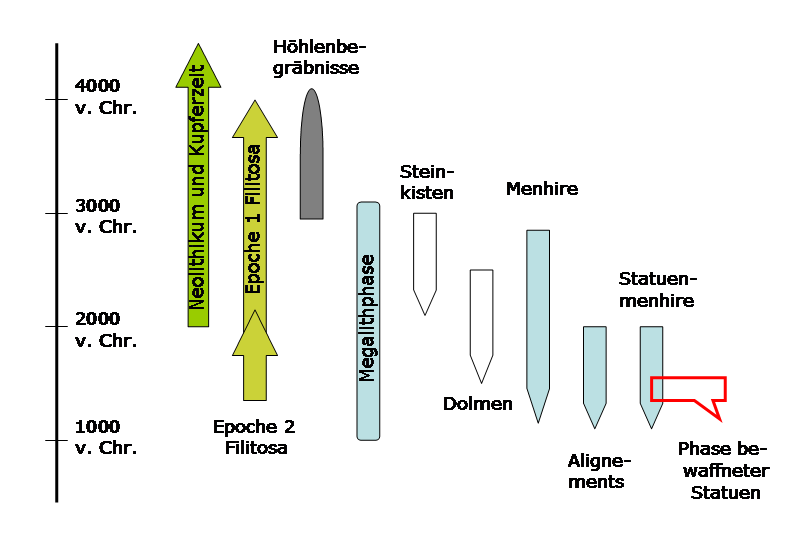
Zeitstellung korsischer Megalithen

U Frate è a Sora (der Bruder/Mönch- und die Nonne/Schwester; auch Menhirs du Rizzanèse genannt) sind zwei korsische Menhire. Sie stehen auf einer Wiese auf dem Gemeindegebiet von Sartène, an jener Stelle, wo die Route territoriale 40 von Sartène nach Propriano an den Fluss Rizzanese gelangt, am Ponte de Rena Bianca. Die Menhire sind 2,6 m und 1,25 m hoch. 
Mit den korsischen Menhiren sind oft christianisierte Legenden verbunden. Stets sind mit den aufgerichteten Steinen die Vorstellungen von einem menschlichen Wesen verknüpft. Hier sollen die beiden dicht nebeneinander stehenden Monolithe ein Liebespaar gewesen sein, das aus dem Kloster in Sartène geflohen war und bei der ersten Rast für seinen Frevel zu Stein wurde.
Auf Sardinien heißt ein Menhirpaar, das mit einer ähnlichen Legende verbunden ist Su Para e sa Mongia (die Nonne und der Mönch). 